# TSHT Aszchabad
TSHT Aszchabad (turkm. «TSHT» futbol kluby, Aşgabat) – turkmeński klub piłkarski, mający siedzibę w stolicy kraju, Aszchabadzie.
W latach 1992–1993 występował w Ýokary Liga.

## Historia
Chronologia nazw:
- 19??: Obahojalyktehnika Aszchabad (ros. «Сельхозтехника» Ашхабад)
- 1992: TSHT Aszchabad (ros. «ТСХТ» Ашхабад)

Piłkarski klub Obahojalyktehnika Aszchabad został założony w miejscowości Aszchabad po drugiej wojnie światowej i reprezentował Turkmeński Instytut Rolniczy (turkm. Türkmen Oba Hojalyk Instituty, ros. Туркменский сельскохозяйственный институт). Zespół występował w rozgrywkach amatorskich. W 1991 zdobył mistrzostwo i Puchar Turkmeńskiej SRR. Również w 1991 startował w rozgrywkach Pucharu ZSRR wśród drużyn amatorskich jako Stroitel Aszchabad.
W 1992 jako TSHT Aszchabad debiutował w pierwszych niepodległych rozgrywkach Wyższej Ligi Turkmenistanu. Zajął 8. miejsce w końcowej klasyfikacji. W 1993 zajął najpierw ostatnią 10 pozycję w rundzie wstępnej, a potem w grupie spadkowej ponownie zakończył rozgrywki na ostatnim 10 miejscu i spadł do Pierwszej Ligi. Jednak w następnym roku nie przystąpił do rozgrywek i został rozformowany.

## Sukcesy

### Trofea międzynarodowe
Nie uczestniczył w rozgrywkach azjatyckich (stan na 31-12-2015).

### Trofea krajowe
Turkmenistan
| \| \| Zdobyte trofea w rozgrywkach Turkmenistanu (stan na: 31-12-2015) \| |                                                                  |      |          |
| Rozgrywki                                                                 | Osiągnięcie                                                      | Razy | Sezon(y) |
| Mistrzostwo                                                               | I miejsce                                                        | 0    |          |
| Mistrzostwo                                                               | II miejsce                                                       | 0    |          |
| Mistrzostwo                                                               | III miejsce                                                      | 0    |          |
| Mistrzostwo                                                               | 8. miejsce                                                       | 1    | 1993     |
| Puchar                                                                    | zdobywca                                                         | 0    |          |
| Puchar                                                                    | finalista                                                        | 0    |          |
| Puchar                                                                    | 1/16 finału                                                      | 1    | 1993     |
| II liga                                                                   | I miejsce                                                        | 0    |          |
| II liga                                                                   | II miejsce                                                       | 0    |          |
| II liga                                                                   | III miejsce                                                      | 0    |          |
| Turkmenistan                                                              | Zdobyte trofea w rozgrywkach Turkmenistanu (stan na: 31-12-2015) |      |          |

ZSRR
- Mistrzostwo Turkmeńskiej SRR:
  - mistrz: 1991
- Puchar Turkmeńskiej SRR:
  - zdobywca: 1991

## Stadion
Klub rozgrywał swoje mecze domowe na stadionie Dagdan w Aszchabadzie, który może pomieścić 1 500 widzów.

## Piłkarze
Znani piłkarze:
- Sergeý Kazankow